# Lynch (Familie)

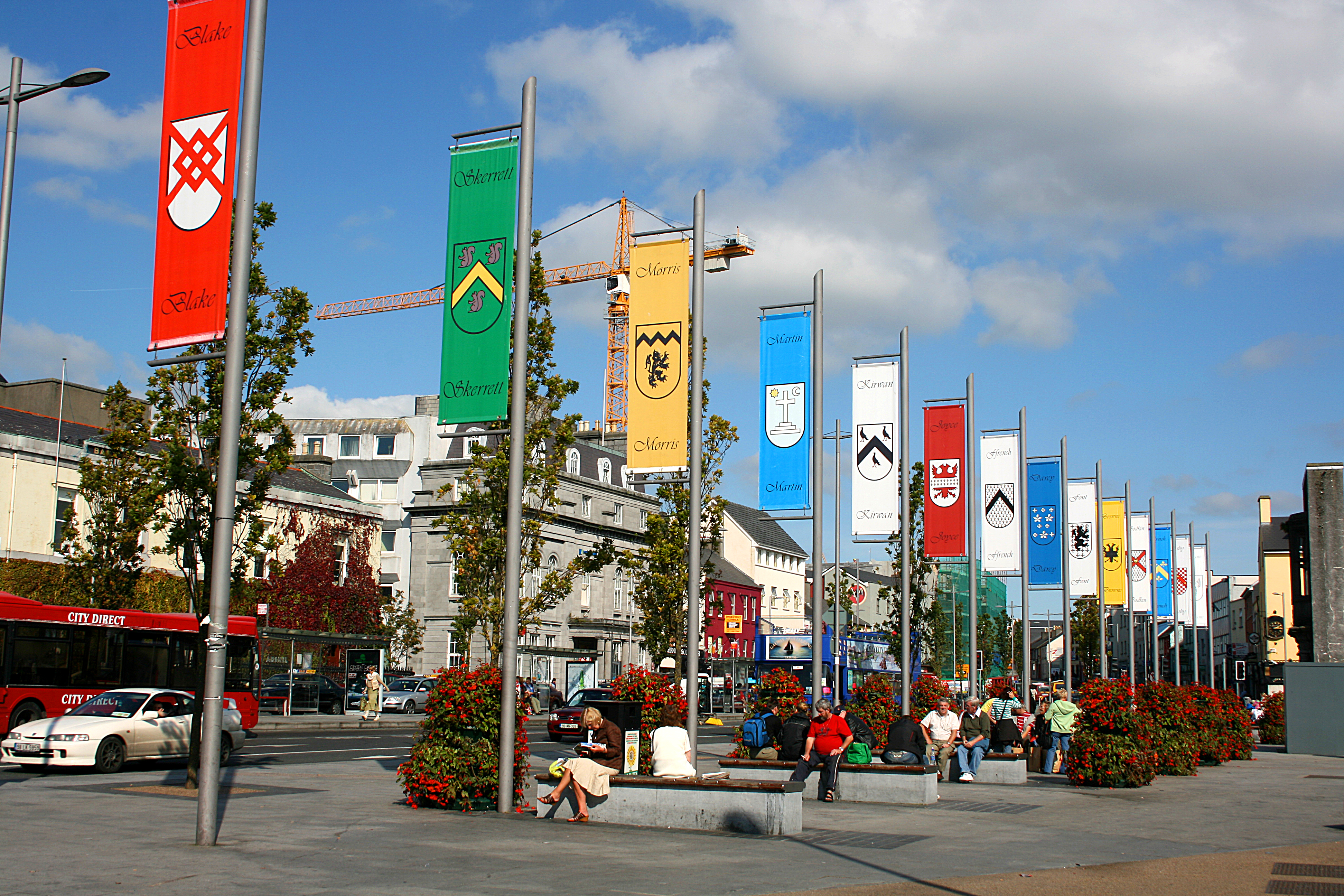
Die Fahnen der Tribes am Eyre Square

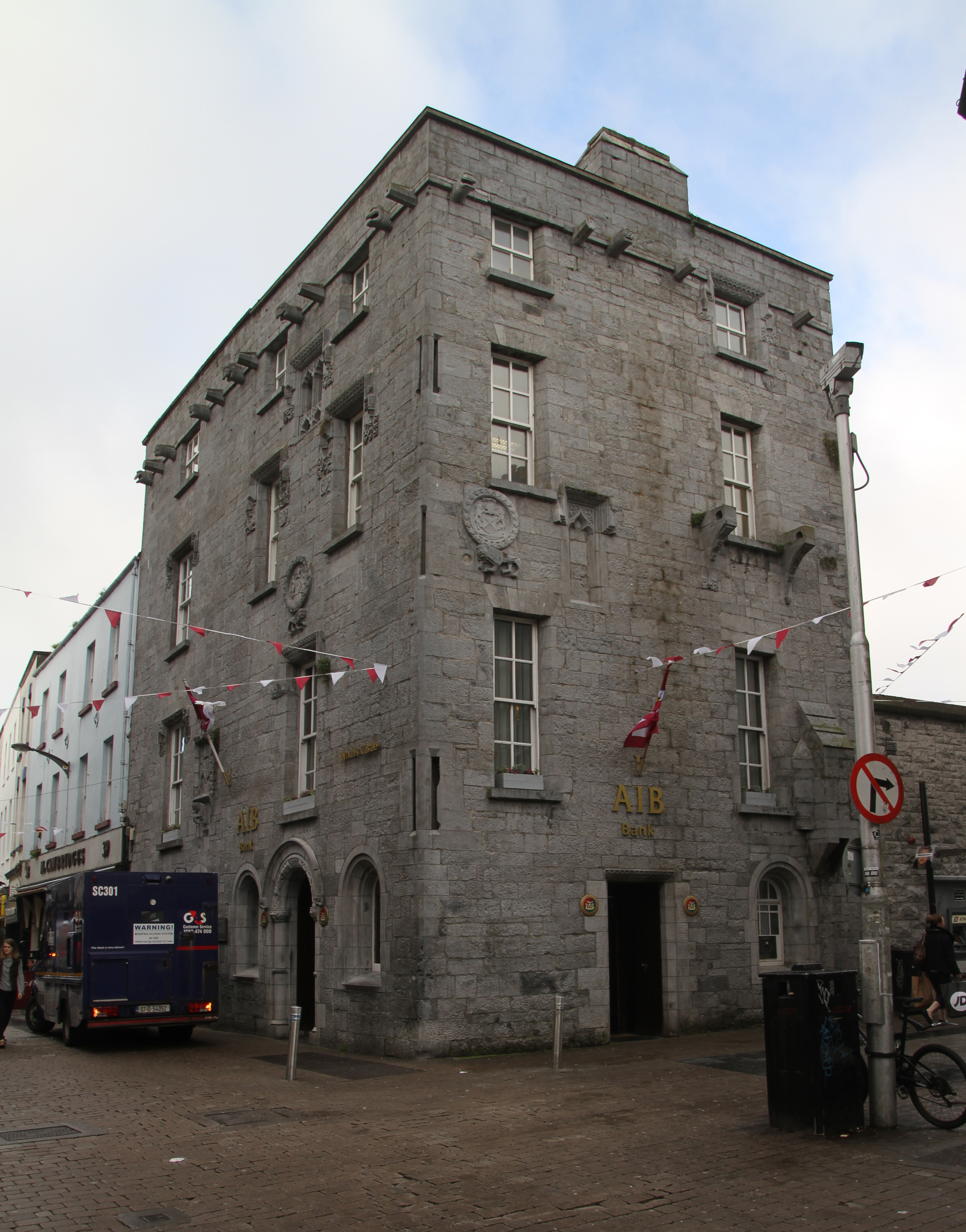
Lynch Castle – Historischer Wohnsitz der Familie Lynch in Galway, errichtet am Ende des 15. oder Anfang des 16. Jahrhunderts.

Die Familie Lynch aus Galway ist die bekannteste jener 14 anglo- und cambro-normannischen Familien, die die Stämme von Galway (englisch Tribes of Galway) genannt werden und über Jahrhunderte die Stadt und das nähere Umland im County Galway in Irland beherrschten.
Traditionell sieht sich die Familie selbst als Nachkommen einer Familie aus Linz, die vom jüngsten Sohn Karls des Großen abstamme. Dies lässt sich jedoch nicht nachweisen. Sicher ist jedoch die anglo-normannische Herkunft. Ein Sir Hugo de Lynch begleitete Wilhelm I. 1066 bei der Eroberung Englands. Das erste nachgewiesene Familienmitglied in Irland ist Andrew de Lynch, der während der Regentschaft von Heinrich II. an der 1169 beginnenden Invasion beteiligt war. Sein Sohn ließ sich um 1261 in Galway nieder und erwarb ein größeres Vermögen durch die Heirat der Alleinerbin der Familie Mareschall, deren männliche Linie erlosch. Galway betrieb einen intensiven Seehandel mit Spanien und ab dem Ende des 14. Jahrhunderts auch mit Portugal, bei dem auch Iren nach Lissabon reisten. Zwei portugiesische Schutzbriefe aus dem Jahr 1465 für John und Dominic Lynch belegen, dass die Familie am Seehandel mit Portugal unmittelbar beteiligt war.
Um die Dominanz der Familie de Burgo in Galway zu brechen, bemühte sich Dominick Lynch Fitz John erfolgreich um eine neue Charta für Galway bei Richard III., die ab dem 15. Dezember 1484 den Bürgern der Stadt das Recht einräumte, einen Bürgermeister zu wählen. Sein Bruder Pierce Lynch profitierte sogleich davon und wurde der erste frei gewählte Bürgermeister von Galway und über einen Zeitraum von 170 Jahren sollten insgesamt 84 Angehörige der Familie das Amt übernehmen. Nach dem Fall Galways am 12. April 1652 im Zuge der Rückeroberung Irlands durch Oliver Cromwell wurde die Familie enteignet und am 25. Oktober 1654 kam es zur Absetzung des letzten katholischen Bürgermeisters der Stadt, Thomas Lynch FitzAmbrose.
Einige Zweige der Familie ließen sich in der Umgebung Galways nieder. Die Ländereien der O’Heynes wurde im späten 17. Jahrhundert von Hugh O’Heynes „the Yellow“ der englischen Krone übergeben und die Lynches erwarben den Besitz und ließen sich dort nieder. Um 1820 ließen sich Landhäuser und Castles der Familie in Galway, Barna, Drimcong, Lydacan Castle, Moycullen, Newcastle (Galway) und Shannonbridge nachweisen.
Im Jahr 1848 wurden einige ungenutzte behauene Steine und Fragmente aus dem 16. und 17. Jahrhundert verwendet, um sie an der nördlichen Mauer des St.-Nikolas-Friedhofs einzubauen. Dazu gehörte ein Türrahmen mit einer darüber angeordneten Relieftafel, einen Totenkopf mit zwei gekreuzten Knochen darstellend, und darüber ein zweigeteiltes rechteckiges Fenster. Dies wurde zu einer makabren Touristenattraktion, da dazu die Geschichte verbreitet wurde, dass der Galwayer Bürgermeister und Amtsrichter James Lynch Fitz Stephen seinen eigenen Sohn 1493 zum Tode verurteilt und an diesem Ort gehängt habe. Die Geschichte wurde zu einer urbanen Legende, die auch zur Erklärung des Begriffs der Lynchjustiz diente. Inzwischen gilt sie jedoch als widerlegt.